# Mezquita de los Andaluces (Fez)
La Mezquita de los Andaluces o Mezquita de Al-Andalusiyyin, (en árabe: جامع الأندلسيين‎, romanizado: Jama' al-Andalusiyyin; en lenguas bereberes: ⵎⴻⵣⴳⵉⴷⴰ ⴰⵏⴷⴰⵍⵓⵙ), a veces también llamada Mezquita de Andalucía, es una importante mezquita histórica de Fes el Bali, el antiguo barrio de la medina de Fez, Marruecos. La mezquita fue fundada en 859-860, lo que la convierte en una de las mezquitas más antiguas de Marruecos. Está situada en el corazón de un barrio históricamente asociado a los inmigrantes andalusíes, de donde toma su nombre. Desde entonces, se ha renovado y ampliado varias veces. En la actualidad, es uno de los pocos establecimientos de la época de la dinastía Idrisí que quedan en pie y uno de los principales monumentos de la ciudad.

## Historia y desarrollo

### Fundación
Según fuentes históricas como al-Yazna'i, la mezquita fue fundada en 859-860 (245 AH) por Maryam bint Mohammed ibn Abdullah al-Fihri (hermana de Fátima al-Fihri, que fundó al mismo tiempo la mezquita Qarawiyyin). A la construcción también contribuyeron fondos adicionales donados por un grupo de residentes locales de origen andalusí, que dieron a la mezquita su nombre actual.: 7–8  Estos últimos habían llegado a la ciudad como refugiados en 818, huyendo de la ciudad de Córdoba tras una sublevación fallida que se saldó con duras represiones por parte del emir omeya Al-Hákam I.: 46–47 
La construcción original era modesta. Según el geógrafo andalusí del siglo XII Abdallah al-Bakri, la mezquita constaba de una sala hipóstila con seis naves (o siete, según al-Yazna'i) formadas por hileras paralelas de arcos de herradura apoyados en columnas de piedra. Contiene un pequeño sahn (patio) donde se plantaron un nogal y varios árboles más. A diferencia de muchas mezquitas marroquíes posteriores, las filas de arcos iban de este a oeste, paralelas al muro meridional de la alquibla en lugar de perpendiculares a él. La mezquita disponía de abundante agua procedente de un canal artificial conocido como Oued Masmuda.: 9 : 66 

### Primeros añadidos (sigloX)

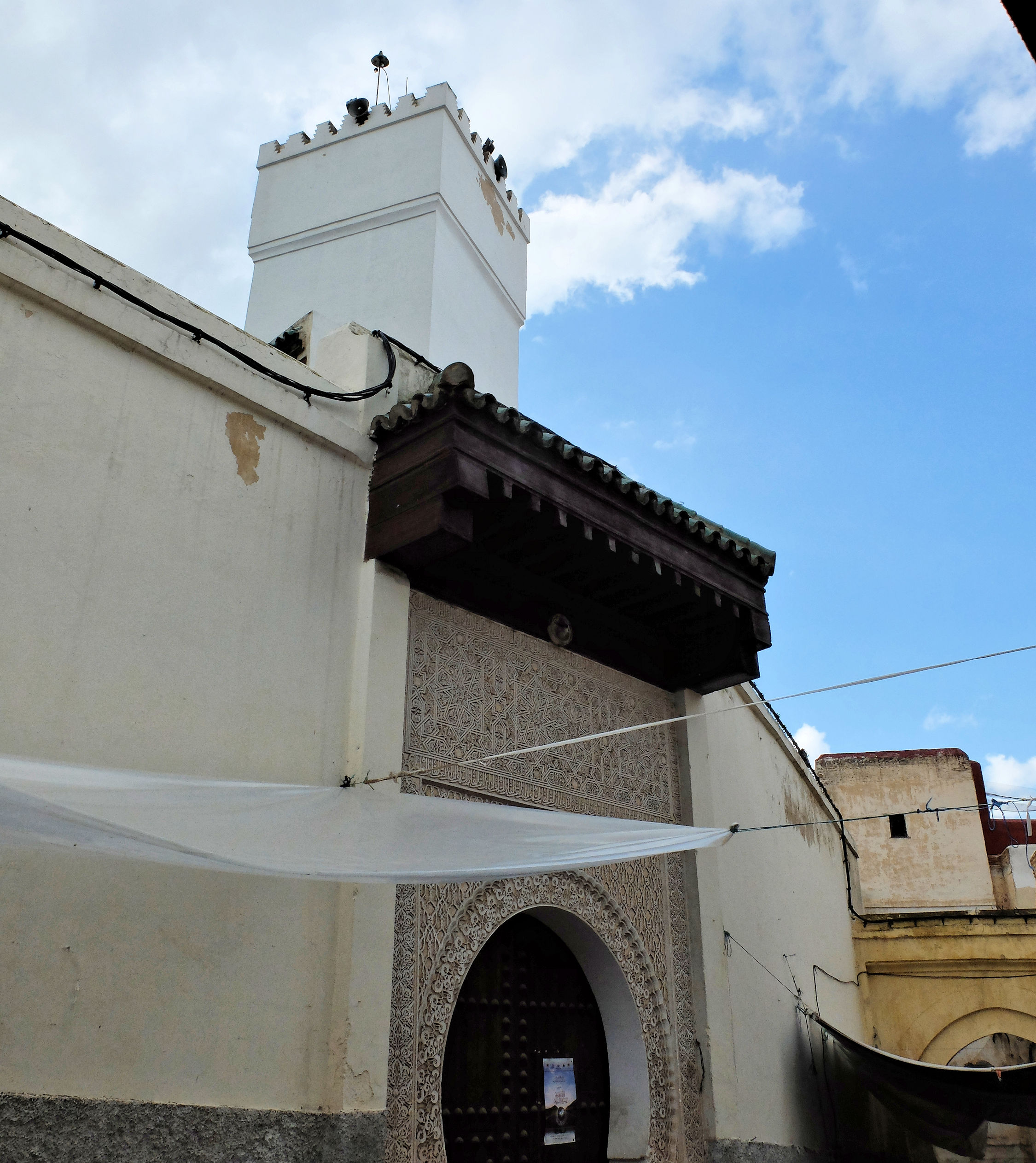
El minarete y la entrada oriental de la mezquita.

Durante el siglo X, Fez se vio atrapada en la rivalidad entre el califato omeya de Córdoba y el califato fatimí. Sin embargo, esto benefició a las mezquitas de Al-Andalusiyyin y Al-Qarawiyyin, que recibieron el patrocinio de facciones rivales durante este periodo. En 933, el nuevo gobernador zenata de Fez, Hamid ibn Hamdan al-Hamdani, vasallo del gobernante fatimí Ubayd Allah, trasladó la sede de la jutba (el sermón religioso durante las oraciones del viernes) a esta Mezquita de los Andaluces, sustituyó a la antigua Mezquita de Al-Ashyakh, primera mezquita construida en Madinat Fas por Idrís II, como mezquita principal del barrio andalusí de Fes el-Bali. Al mismo tiempo, la jutba también se trasladó de la Mezquita Shurafa a la mezquita Qarawiyyin, en la otra orilla de la ciudad.
En 956, Abderramán III, califa omeya de Córdoba, patrocinó la construcción del alminar de la mezquita, que ha llegado hasta nuestros días. Henri Terrasse creía que la ubicación del alminar habría sido originalmente la esquina noroeste de la mezquita (antes de su posterior ampliación).: 9  Tiene una base cuadrada con un fuste principal, coronado con pequeños merlones y rematado por una cúpula. Es similar al alminar de la mezquita de al-Qarawiyyin, que también se construyó en la misma época, aunque es ligeramente más pequeño y sencillo. Es probable que ambos estuvieran relacionados con el alminar más grande que Abderramán III había construido a principios de la misma década. La construcción de ambos alminares corrió a cargo del gobernador local de Zenata, Ahmed ibn Abi Said, vasallo de los omeyas, pero no está claro exactamente qué implicación personal tuvo Abderramán III en el proyecto más allá de proporcionar los fondos.: 8 
En 980, después de que el norte de Marruecos cayera bajo el control de Buluggin ibn Ziri, un emir de la dinastía zirí que gobernaba en nombre de los fatimíes (cuya base se había trasladado más al este, a El Cairo), encargó un nuevo minbar (púlpito) para la mezquita, que simbolizaba la victoria del chiismo fatimí sobre otras facciones como los sunítas omeyas de Córdoba. En uno de los paneles originales del minbar se conserva una inscripción con esta fecha (369 AH), redescubierta en el siglo XX por Henri Terrasse durante unas obras de restauración. Sin embargo, el nuevo episodio de dominación fatimí no duró mucho. En 985, Almanzor, visir del califa Hisham II y gobernante de facto de Córdoba (conocido en las fuentes cristianas como Almanzor), envió a su primo Askalaja con un ejército para retomar directamente Fez y el norte de Marruecos. Pocos meses después de la toma de Fez, el minbar fue parcialmente reconstruido con nuevas piezas de un estilo artístico muy similar, incluida una parte superior (el respaldo) con una inscripción que registraba la fecha de 375 AH. (985 o 986) y los nombres de Ibn 'Abi Amir e Hisham II. Es de suponer que los elementos que identificaban el minbar como fatimí se eliminaron deliberadamente y se sustituyeron por elementos omeyas. Terrasse sugiere que la inscripción anterior de 369  (que no incluye ningún nombre) se dejó en su lugar porque los artesanos locales, que tal vez no supieran leer bien el cúfico, no se percataron de su importancia.: 34–39 

### Reconstrucción almohade

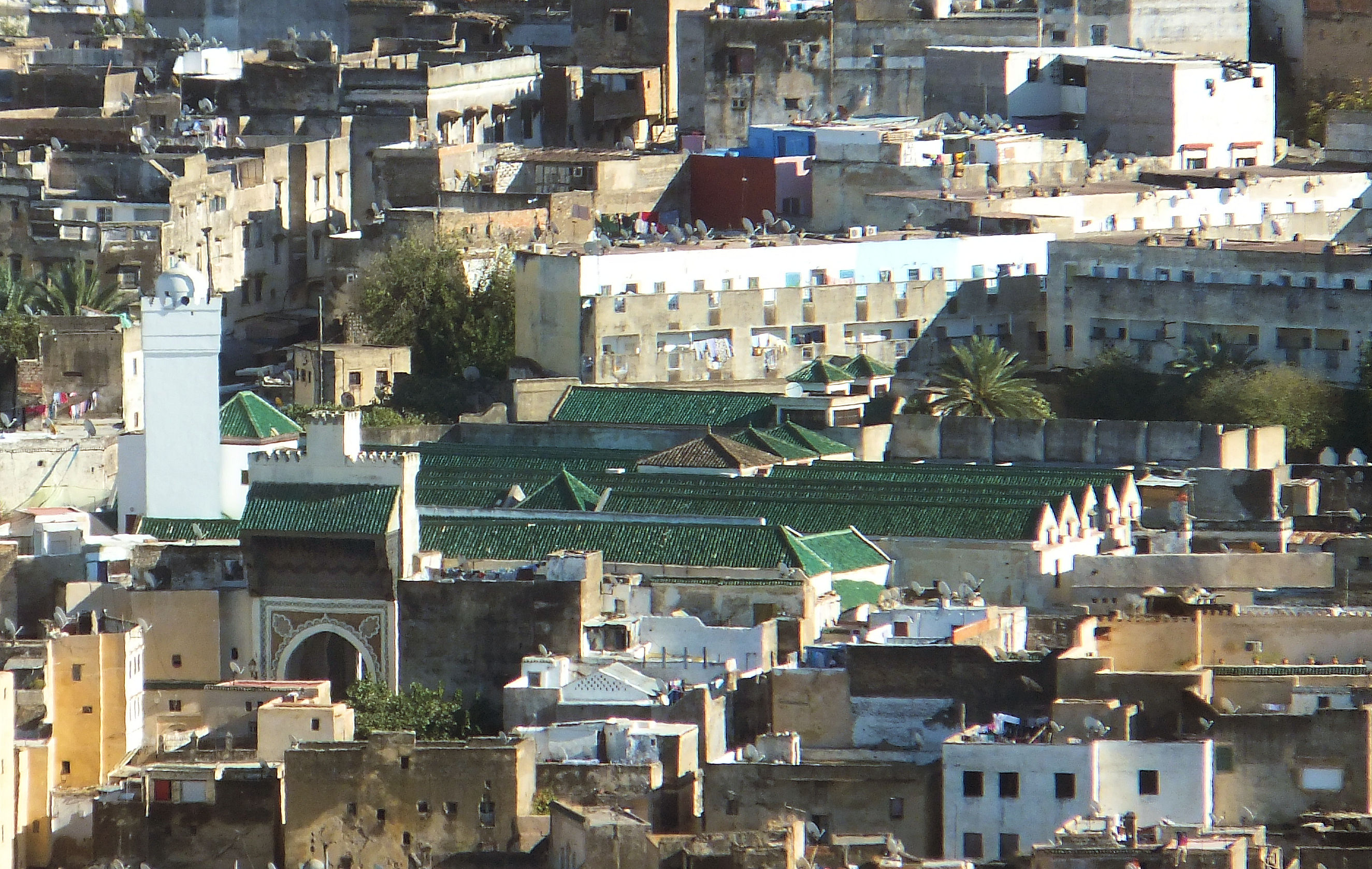
Vista actual del panorama de la mezquita; además del alminar (izquierda), la puerta monumental de la mezquita es visible desde lejos debido a su altura.

La mezquita no volvió a modificarse hasta principios del siglo XIII, durante el período almohade. Muhámmad an-Násir (gobernó 1199-1213), el cuarto califa almohade, se interesó por Fez más que sus predecesores, en particular mediante fortificación de la ciudad. Según al-Yazna'i, cuando el califa fue informado de que la Mezquita de los Andaluces necesitaba reparaciones, ordenó su restauración y ampliación.: 10  La construcción tuvo lugar entre 1203 y 1207, y la anaza de la mezquita se instaló en 1209.: 11  Terrasse señaló que este largo periodo, así como el tejido relativamente homogéneo del edificio actual (que tiene pilares de ladrillo en lugar de columnas de piedra), sugiere que la mezquita fue reconstruida casi por completo en esta época. Además, la alineación actual de la alquibla de la mezquita parece ser diferente de la alineación de su minarete del siglo X, lo que sugiere que este último sigue alineado con la orientación más antigua de la mezquita.: 189 
Además de ampliar la planta de la mezquita, la reconstrucción almohade añadió una monumental puerta norte, una fuente, una nueva entrada para la sala de oración de las mujeres y un apartamento para el imán situado en un piso superior a la sala de oración de las mujeres. : 10  También se construyó al otro lado de la calle una casa de abluciones, o dar al-wudu, de forma similar a otro construido al mismo tiempo para la mezquita Qarawiyyin.  Con el fin de abastecer de agua a esta instalación de abluciones, y tal vez porque se consideraba que el agua del Oued Masmouda estaba demasiado contaminada (ya que atravesaba gran parte de la ciudad antes de llegar a la mezquita), An-Násir también creó un nuevo canal de agua para llevar agua desde fuera de la ciudad directamente a la mezquita.: 11–12  La fachada de la alta puerta norte está decorada con azulejos zellige y un elaborado baldaquino de madera tallada, aunque probablemente fueron restaurados posteriormente y hoy en día queda poco de la decoración almohade.: 21  El erudito Georges Marçais elogió la arquitectura como obra maestra de la estilo arquitectónico marroquí.
Por último, los al-Nasir también restauraron el antiguo minbar de la mezquita. Una vez más, en lugar de sustituirlo por completo, los almohades optaron por restaurarlo y reutilizarlo. La mayor parte, especialmente sus laterales, se cubrieron con nuevos paneles de madera decorados en el estilo morisco de este periodo, fuertemente influenciado por la artesanía de Andalusí. Sin embargo, el panel superior trasero, que presentaba inscripciones de la restauración omeya del siglo X, se conservó en su lugar, lo que tal vez indicara cierto respeto de los almohades por el antiguo califato de Córdoba.: 39–40 

### Restauraciones y embellecimientos posteriores
Terrasse señala que la mampostería utilizada en la construcción almohade era de calidad mediocre, lo que obligó a repararla y restaurarla a finales del XIII bajo el sultanato benimerín. El jatib de la mezquita, Abu Abdallah Muhammad ibn Abd al-Qasim ibn Hassuna, solicitó su reparación al sultán benimerín Abu Yaaqub Yúsuf an-Nasr, quien accedió. Las reparaciones se llevaron a cabo en 1295-1296 (695 AH).: 11  En esta época se restauró gran parte de la estructura, incluidos sus pilares y techos.El siguiente sultán, Abu Thabit, que gobernó brevemente entre 1307 y 1308, mandó reparar los canales de agua almohades de la mezquita y también instaló la fuente ornamental el muro norte del patio de la mezquita.<: 11–12  Aunque no se menciona en las fuentes históricas, Terrasse cree que la puerta oriental de la mezquita, cerca del alminar, probablemente se construyó o decoró en el XIV, quizá también bajo el mandato de Abu Thabit.: 12  El Dar al-Muwaqqit, un apartamento para el muwaqqit construido en el segundo piso, en el lado sureste del alminar, probablemente también data del periodo benimerín, cuando se empezaron a añadir este tipo de estructuras a las mezquitas. Al parecer, uno de los últimos sultanes benimerines, Abu Said Uthman III, fundó en 1415 (816 AH.) un gran almacén en la parte trasera de la mezquita, con una inscripción en letra cursiva sobre las puertas dobles. Terrasse también dató en Abu Said Uthman III otros elementos de madera tallada en esta zona, en la puerta del imán y sus alrededores y en la mezquita funeraria (Jama' al-Gna'iz) de la parte posterior de la mezquita.: 12 
También ofrecía siete cursos de educación y contenía dos bibliotecas, similares a la mezquita al-Qarawiyyin, lo que la convertía en la segunda mezquita más importante de la medina de Fez. Los bemerines también fundaron al menos dos madrasas en las cercanías a principios del XIV: la madrasa Sahrij y la madrasa Sba'iyyin. Al igual que las madrasas cercanas a la mezquita Qarawiyyin, ofrecían cursos pero también servían para alojar a estudiantes de fuera de la ciudad que venían a estudiar a la mezquita. La mezquita ha sido restaurada en numerosas ocasiones a lo largo de los años, lo que le ha permitido conservar su forma. Es probable que el aspecto actual de la puerta monumental de la mezquita se deba a una restauración de la dinastía alauí. Mulay Ismaíl (gobernante entre 1672 y 1727) renovó la fuente benimerín del patio, donde aún se puede ver su nombre. La decoración de estuco tallado del mihrab también se rehizo en época reciente y no es anterior al siglo XVIII.: 12–13  Entre las restauraciones más modernas, el erudito francés Henri Terrasse, que trabajó en varios monumentos durante el periodo del Protectorado francés (1912-1956), realizó un estudio completo de la mezquita y su minbar, que se publicó en 1942.: 279 